# バハ・カリフォルニア半島
バハ・カリフォルニア半島（バハ・カリフォルニアはんとう、スペイン語：Península de Baja California）は、メキシコの西部にある半島。北のティフアナから南のサンルカス岬まで長さはおよそ1,250 km である。この半島は太平洋とカリフォルニア湾（コルテス海）を隔てている。
バハ・カリフォルニア半島は2つの行政地域に分かれる。半島の北部はバハ・カリフォルニア州（非公式に「バハ・カリフォルニア・ノルテ」とも呼ばれる）、北緯28度線より南部はバハ・カリフォルニア・スル州である。半島全体を指してバハ・カリフォルニアともいう。

## カリフォルニア島
「コルテス海」の名の由来である探検家エルナン・コルテスは、1533年に部下がメキシコの太平洋岸の西沖合に細長い陸地（バハ・カリフォルニア半島の南端にあたる）を発見したことをきっかけにこの半島を探検したが、これを島と誤認した。コルテスは、当時インドの東の海上にあるとされた「カリフォルニア島」の伝説に影響されており、この地をカリフォルニアと名付けた。しかし、バハ・カリフォルニア半島は半島付け根部分の探検の成果にもかかわらずヨーロッパ人の間では島であると誤解されたままで、18世紀後半の探検まで半島か島かの論争に決着がつかなかった。
スペイン人植民者はラス・カリフォルニアス（Las Californias）の名を半島とその北方の陸地に与えたが、これは後のバハ・カリフォルニア（下カリフォルニア）とアルタ・カリフォルニア（上カリフォルニア、今日のアメリカ合衆国カリフォルニア州、ネバダ州、ほか）を含む範囲である。

## 地理 ・地質
半島は山がちで、南北に伸びる山脈（ペニンシュラ・レンジ、Peninsular Ranges）がカリフォルニア州南部までつながっている。
山脈はいくつかの部分に分かれている。北端のシエラ・フアレス山脈 (Sierra Juárez) は、カリフォルニア州のペニンシュラ・レンジへ続いている。
その南にはシエラ・サンペドロ・マルティル山脈 (Sierra San Pedro Mártir) があり、最高峰はエンカンターダ山（セーロ・デ・ラ・エンカンターダ、Cerro de la Encantada、標高3,096 m）である。
バハ・カリフォルニア・スル州の州境の南側には3つの火山からなる複合火山トレス・ビルヘネス (Tres Virgenes) がある。その南からカリフォルニア湾沿岸にシエラ・デ・ラ・ヒガンタ山脈 (Sierra de la Giganta) が伸びる。半島南端には、標高2,406 m に達する孤立した山脈シエラ・デ・ラ・ラグナ山脈 (Sierra de la Laguna) がある。
半島南東部にはカリフォルニア湾に面してバイア・デ・ロス・アンヘレス (Bahía de los Ángeles) という湾があり、リゾートとなっている。カリフォルニア湾内にはアンヘルデアグアルダ島やティブロン島などの大きな島がある。半島中部の太平洋側にはプンタ・エウヘニア (Punta Eugenia) の岬が突出しており、その先の太平洋沖合にイスラ・ナティヴィダード（Isla Natividad、バハ・カリフォルニア・スル州）やセドロス島（Cedros、バハ・カリフォルニア州）などの島が浮かんでいる。
バハ・カリフォルニア半島はかつてはメキシコ本土同様に北アメリカプレートの上にあったが、500万年ほど前に東太平洋海嶺が北アメリカプレートに伸びて北アメリカ大陸の西端に大地溝帯を形成し、バハ・カリフォルニア半島を大陸から切り離し始めたことで、カリフォルニア湾が形成された。東太平洋海嶺の北端は、現在ではカリフォルニア湾の最奥部よりさらに北、カリフォルニア州南部のインペリアル・バレーのソルトン湖 (Salton Sea) 周辺にあると考えられている。バハ・カリフォルニア半島は現在は太平洋プレート上にあるうえ、東太平洋海嶺から北北西の方向へ移動し続けており、将来は北のカリフォルニア州海岸部などとともに完全に北アメリカ大陸から切り離されるとみられている。
半島の大半は砂漠と乾燥低木林であり、半島の東にはカリフォルニア湾乾燥林とソノラン砂漠が、半島の西の太平洋沿岸にはバハ・カリフォルニア砂漠が伸びているが、半島北部と半島南端の山地には松やオークの林がある。かつては島だった半島南端部は、メキシコ熱帯地方と共通する多様な種が生息している。

### 主な市
北西より
- ティフアナ - 市人口130万人
- メヒカリ - バハ・カリフォルニア州の州都。市人口69万人、都市圏人口94万人（2010年国勢調査）
- エンセナダ - 人口69万人
- ラ・パス - バハ・カリフォルニア・スル州の州都。人口18万人
- カボ・サン・ルーカス - 人口5.7万人

## 歴史

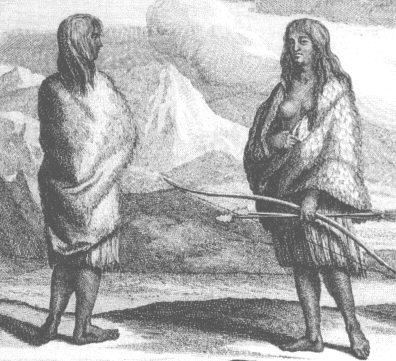
1726年出版の書物にあるカリフォルニアの先住民。おそらくPericú族。

- コロンブス到来以前：バハ・カリフォルニア半島にはいくつかの民族が住んでいた。半島南部からPericú、Guaycura、Monqui、そして中央部の広い範囲にCochimí、半島付け根部分にKiliwa、Paipai、Cocopa、クミアイ(Kumeyaay)などの諸民族がいたが、彼らはメキシコの植民地化以後に疫病と反乱で人口が激減し、18世紀末にはほぼ滅亡した。
- 1532年：エルナン・コルテスがメキシコの太平洋沿岸から3隻の船を伝説の「カリフォルニア島」の探索に送り出すが行方不明になる。
- 1533年：コルテスは行方不明になった船団の捜索隊を出す。この中にいた舵手のフォルトゥン・ヒメネス（Fortún Ximénez）は反乱を起こし船長を殺害し、反乱者とともに半島南端の現在のラパス周辺の陸地に到達し、ここをカリフォルニア島と信じて入植地を作ったが、先住民に殺された。
- 1539年：フランシスコ・デ・ウリョア（Francisco de Ulloa）、アカプルコからメキシコ大西洋岸を北上、カリフォルニア湾の奥まで到達しさらにバハ・カリフォルニア半島を回り、セドロス島まで到達。この地が半島であることを確認する。
- 1697年：ロレトの入植地（現在のロレトの街）が建設される。以後、18世紀にかけてカリフォルニアに多くの入植地やイエズス会伝道所が作られる。
- 1734年：半島南端のPericú族が反乱を起こし宣教師2人を殺害、2年にわたりイエズス会による支配を中断させる。
- 1768年：スペイン王、イエズス会を領土から追放、フランシスコ会とドミニコ会が入る。この時期の前後には先住民の文化のほとんどは消滅。
- 1804年：ヌエバ・エスパーニャのカリフォルニア地方、アルタ・カリフォルニアとバハ・カリフォルニアに分割。
- 1846年：米墨戦争勃発。アメリカ軍は半島を南へ進軍するが、中央部のムレヘ（Mulegé）の付近でメキシコ軍に敗れ撤退。1848年のグアダルーペ・イダルゴ条約でアルタ・カリフォルニアはアメリカに割譲されたが、バハ・カリフォルニアに対してはアメリカは領有を主張しなかった。
- 1853年：ウィリアム・ウォーカーが45人の兵とともに主都ラパスを占領、ローワー・カリフォルニア共和国（ソノラ共和国）大統領就任を宣言。メキシコ軍により数か月後追放される。
- 1888年：バハ・カリフォルニア準州設立。
- 1930年：準州、28度線で南北に分割。
- 1952年：バハ・カリフォルニア北部準州はメキシコ29番目の州、バハ・カリフォルニア州となる。
- 1974年：連邦管轄地域だった南部準州は、31番目の州であるバハ・カリフォルニア・スル州となる。